# Anime Grand Prix
Ne doit pas être confondu avec Anime & Manga Grand Prix.
 (septembre 2008).
Si vous disposez d'ouvrages ou d'articles de référence ou si vous connaissez des sites web de qualité traitant du thème abordé ici, merci de compléter l'article en donnant les références utiles à sa vérifiabilité et en les liant à la section « Notes et références ».
L'Anime Grand Prix (アニメグランプリ, Anime guran puri) est une série de récompenses décernées par le magazine japonais spécialisé dans l'animation Animage (de la société Tokuma Shoten). Il correspond au vote des lecteurs dans plusieurs catégories dont la plus importante est le meilleur anime de l'année. Le magazine a la réputation d'avoir un lectorat plus âgé et plus généralistes que ses principaux concurrents, ce qui suppose un choix plus posé et plus réfléchi.
La sélection des anime en compétition obéit à des règles simples : il doit s'agir d'anime diffusés, sous un format et dans un média quelconque, durant l'année scolaire japonaise, soit d'avril à mars de l'année suivante. Les anime plébiscités peuvent donc être des séries télévisées, des longs métrages d'animation ou des OAV.

## Résultats

### Lauréats de la catégorie meilleuranimede l'année
- 2015-2016 : Mobile Suit Gundam: Iron-Blooded Orphans (série télévisée)
- 2014-2015 : Mr. Osomatsu (série télévisée)
- 2013-2014 : Free! - Eternal Summer (série télévisée)
- 2012-2013 : Shingeki no Kyojin (série télévisée)
- 2011-2012 : Inazuma Eleven GO: Chrono Stone (série télévisée)
- 2010-2011 : Inazuma Eleven GO[2] (série télévisée)
- 2009-2010 : Inazuma Eleven (série télévisée)
- 2008-2009 : K-ON! (série télévisée)
- 2007-2008 : Code Geass R2 (série télévisée)
- 2006-2007 : Code Geass (série télévisée)
- 2005-2006 : Code Geass (série télévisée)
- 2004-2005 : Gundam Seed Destiny (série télévisée)
- 2003-2004 : Gundam Seed Destiny (série télévisée)
- 2002-2003 : Fullmetal Alchemist (série télévisée)
- 2001-2002 : Gundam Seed (série télévisée)
- 2000-2001 : Fruits Basket (série télévisée)
- 1999-2000 : Gensômaden Saiyuki (série télévisée)
- 1998-1999 : Card Captor Sakura (série télévisée)
- 1997-1998 : Nadesico: Prince of Darkness (long métrage)
- 1996-1997 : The End of Evangelion[3] (long métrage)
- 1995-1996 : Evangelion (série télévisée)
- 1994-1995 : Evangelion (série télévisée)
- 1993-1994 : Yû Yû Hakusho (série télévisée)
- 1992-1993 : Yû Yû Hakusho (série télévisée)
- 1991-1992 : Sailor Moon (série télévisée)
- 1990-1991 : Future GPX Cyber Formula (OAV)
- 1989-1990 : Nadia, le secret de l'eau bleue (série télévisée)
- 1988-1989 : Kiki la petite sorcière (long métrage)
- 1987-1988 : Mon voisin Totoro (long métrage)
- 1986-1987 : Saint Seiya (série télévisée)
- 1985-1986 : Le Château dans le ciel (long métrage)
- 1984-1985 : Dan et Danny (série télévisée)
- 1983-1984 : Nausicaä de la vallée du vent (long métrage)
- 1982-1983 : Crusher Joe (série télévisée)
- 1981-1982 : Rokushin Gattai Godmars (série télévisée)
- 1980-1981 : Adieu Galaxy Express (long métrage)
- 1979-1980 : Densetsu Kyashi Ideon (série télévisée) vote 2
- 1979-1980 : Gundam (série télévisée)
- 1978-1979 : Gundam (série télévisée)

### Lauréats de la catégorie meilleur épisode de l'année
- 2005-2006 Gundam Seed Destiny (épisode 50)

### Lauréats de la catégorie meilleuranimede tous les temps
- 1980 (2e semestre) : Le Château de Cagliostro[4],[5]
- 1981 :  Le Château de Cagliostro[4],[6]
- 1982 : Le Château de Cagliostro[4],[7]

### Lauréats de la catégorie personnage féminin de l'année
- 2005-2006 Lacus Klein[8] (Gundam Seed Destiny)

### Lauréats de la catégorie personnage masculin de l'année
- 2005-2006 Kira Yamato[9] (Gundam Seed Destiny)

### Lauréats de la catégorie meilleur générique de l'année
- 2005-2006 Kimi wa boku ni nite iru (Gundam Seed Destiny)

### Lauréats de la catégorie meilleurseiyūmasculin
- 1979 : Akira Kamiya[10] (Nicky Larson)
- 1980 (1er semestre) : Akira Kamiya[10] (Nicky Larson)
- 1980 (2e semestre) : Akira Kamiya[10] (Nicky Larson)
- 1981 : Akira Kamiya[10] (Nicky Larson)